# 交通諮詢委員會
交通諮詢委員會（英語：Transport Advisory Committee，簡稱交諮會）是香港一個公營機構，現時由香港行政長官委任，負責就香港的交通運輸事宜向行政長官會同行政會議提出意見。該會於1965年12月成立。現任主席是張仁良。

## 轄下小組委員會
- 道路安全及交通管理小組委員會
- 公共交通服務小組委員會
- 交通投訴組小組委員會

## 交通投訴組
交通投訴組（英語：Transport Complaints Unit，縮寫為TCU）在1980年成立，隸屬交通諮詢委員會，負責接受和處理市民就交通事宜提出的建議和投訴，並會將有關的投訴及建議，轉交運輸署、警務處、其他有關部門以及公共交通機構調查及跟進。投訴組處理的個案內容包括公共交通服務（如小巴及的士等）、交通情況（如交通擠塞及泊車設施等）、道路維修（如交通標誌及設備等）及法例執行（如違例泊車等）。投訴人可透過電話、電郵、傳真、信件或交通投訴組投訴表格提出。

## 歷任主席
- 譚惠珠（1990年代初期），因為隱瞞參與炒賣的士牌的利益衝突而被港英政府棄用。[1][2][3]
- 鄭漢鈞（2001年4月1日－2004年3月31日）[4][5]
- 林健鋒（2004年4月1日－2004年9月30日）[6][7]
- 鄭若驊（2004年10月1日－2010年3月31日）[8][9][10]
- 袁國強（2010年10月1日－2012年9月30日）[11]
- 郭琳廣（2012年10月1日－2018年9月30日）[12][13][14][15]
- 張仁良（2018年10月1日－）[16][17]

## 外部連結
- 交通諮詢委員會 （页面存档备份，存于）
- 交通諮詢委員會 - 交通投訴組 （页面存档备份，存于）